# Pregrada (brod)
Pregrada je dio broda koja dijeli brodski trup na više sekcija. U pravilu sve su pregrade vodonepropusne, a iznimku čine pljuskači.
Pregrade imaju sigurnosnu funkciju jer sprječavaju naplavljivanje broda u slučaju da voda prodre u brod. Osim toga pregrade su u protupožarnoj funkciji jer ne dopuštaju širenje požara. Ekološka uloga pregrada sastoji se u tome što onemogućuju ili smanjuju zagađenje ako se dogodi oštećenje stijenki tankova. Konstrukcijska uloga pregrada je što daju popriječnu i uzdužnu čvrstoću. Popriječne pregrade posredno daju ulogu i u uzdužnoj čvrstoći, jer održavaju oblik trupa. Pregrade služe kao nosači: potpalubni, nose dno i bok i potpore nadgrađu, palubnoj kućici i svoj opremi koja se nalazi na palubi. Funkcijska uloga pregrada je kod odvajanja tankova i teretnih prostora. Bitne su kod dokovanja.
Pregrade su vrlo važni dio broda, zbog čega se osnovne pregrade ne smiju postavljati drukčije nego prema pravilima klasifikacijskih društava zbog sigurnosnih razloga. Najvažnije vodonepropusne pregrade su sudarna pregrada i pregrada statvene cijevi te pregrada na oba kraja strojarnice. Ako brod nema uzdužnih pregrada, broj poprečnih nepropusnih pregrada u skladišnim prostorima mora imati barem najmanji dopušteni broj tih pregrada, čiji je broj određuje prema tablicama. 